# Geomyphilus ungulatus
Geomyphilus ungulatus är en skalbaggsart som beskrevs av Henry Clinton Fall 1901. Geomyphilus ungulatus ingår i släktet Geomyphilus och familjen Aphodiidae. Inga underarter finns listade i Catalogue of Life.